# 布西耶尔
布西耶尔（法語：Boussières，法語發音：[busjɛʁ]）是法国杜省的一个市镇，属于贝桑松区。

## 地理
布西耶尔（47°9'27"N, 5°54'5"E）面积5.58 平方千米，位于法国勃艮第-弗朗什-孔泰大區杜省，该省份为法国东部内陆省份，北起上索恩省，西接汝拉省，东部及东南部与瑞士接壤，东北部与贝尔福地区省接壤。
与布西耶尔接壤的市镇（或旧市镇、城区）包括：托赖斯、阿邦代苏、阿邦代叙、奥塞勒-鲁泰勒、坎热、托尔普、沃尔日莱潘、舒泽洛。

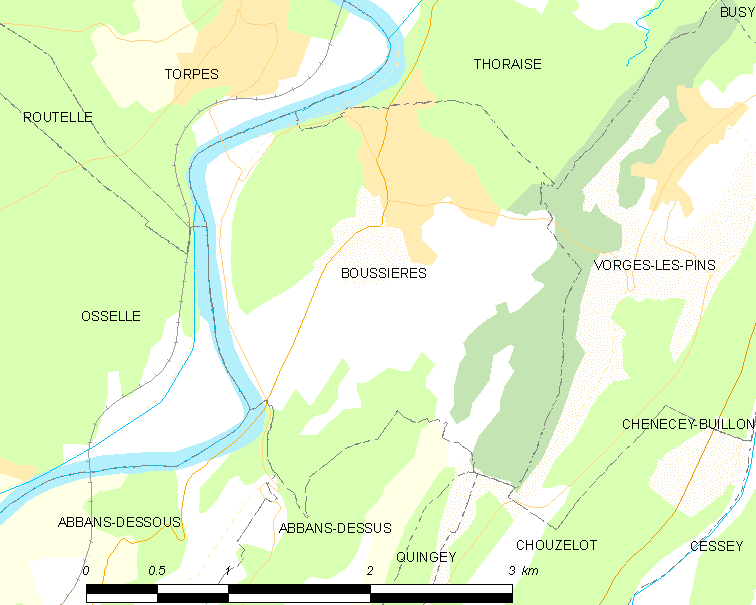
布西耶尔的OSM定位图

布西耶尔的时区为UTC+01:00、UTC+02:00（夏令时）。

## 行政
布西耶尔的邮政编码为25320，INSEE市镇编码为25084。

## 政治
布西耶尔所属的省级选区为贝桑松第六县。

## 人口

1962-2008年间布西耶尔人口变化图示

布西耶尔于2022年1月1日时的人口数量为1200人。